# Леван Кенія
Леван Кенія (груз. ლევან ყენია, нар. 18 жовтня 1990, Тбілісі) — грузинський футболіст, півзахисник «Славії» (Прага) та національної збірної Грузії.

## Клубна кар'єра
Народився 18 жовтня 1990 року в місті Тбілісі. Вихованець юнацьких команд футбольних клубів «Динамо» (Тбілісі) та «Локомотив» (Тбілісі).
У дорослому футболі дебютував 2007 року виступами за команду клубу «Локомотив» (Тбілісі), в якій провів один сезон, взявши участь у 11 матчах чемпіонату.
2008 року перейшов до складу німецького «Шальке 04», до матчів основної команди якого залучався, втім, вкрай нерегулярно. Незважаючи на це став разом з командою володарем Кубка та Суперкубка Німеччини.
До складу клубу «Карпати» (Львів) приєднався влітку 2012 року. Протягом сезону відіграв за «зелено-білих» 20 матчів у національному чемпіонаті, в яких забив три голи («Кривбасу», «Волині» та «Арсеналу»), а також провів два матчу у Кубку України, відзначившись голому у воротах «Металіста».
28 червня 2013 року перейшов в дюссельдорфську «Фортуну», що виступала в Другій Бундеслізі, проте закріпитись в команді не зумів і по завершенню сезону покинув клуб.
Після Німеччини Леван тренувався в московському «Торпедо», а потім повідомлялося, що Кенія повернувся в Україну і хотів повернутися в «Карпати», але не зумів узгодити умови контракту покинув Львів.
В жовтні 2014 року підписав контракт з празькою «Славією».

## Виступи за збірну
2007 року дебютував в офіційних матчах у складі національної збірної Грузії. Наразі провів у формі головної команди країни 23 матчі, забивши 3 голи.

## Статистика виступів

### Статистика клубних виступів
| Клуб                  | Сезон              | Ліга | Ліга  | Кубок | Кубок | Єврокубки | Єврокубки | Загалом | Загалом |
| Клуб                  | Сезон              | Ігор | Голів | Ігор  | Голів | Ігор      | Голів     | Ігор    | Голів   |
| --------------------- | ------------------ | ---- | ----- | ----- | ----- | --------- | --------- | ------- | ------- |
| «Локомотив» (Тбілісі) | 2005-06            | 4    | 0     | 0     | 0     | 0         | 0         | 4       | 0       |
| «Локомотив» (Тбілісі) | 2006-07            | 11   | 3     | 0     | 0     | 0         | 0         | 11      | 3       |
| «Локомотив» (Тбілісі) | 2007-08            | 4    | 1     | 0     | 0     | 0         | 0         | 4       | 1       |
| «Локомотив» (Тбілісі) | Загалом            | 19   | 4     | 0     | 0     | 0         | 0         | 19      | 4       |
| «Шальке 04»           | 2008-09            | 1    | 0     | 0     | 0     | 1         | 0         | 2       | 0       |
| «Шальке 04»           | 2009-10            | 10   | 0     | 2     | 1     | 0         | 0         | 12      | 1       |
| «Шальке 04»           | 2010-11            | 0    | 0     | 0     | 0     | 0         | 0         | 0       | 0       |
| «Шальке 04»           | 2011-12            | 0    | 0     | 0     | 0     | 0         | 0         | 0       | 0       |
| «Шальке 04»           | Загалом            | 11   | 0     | 2     | 1     | 1         | 0         | 14      | 1       |
| «Карпати» (Львів)     | 2012-13            | 20   | 3     | 2     | 1     | 0         | 0         | 19      | 4       |
| «Карпати» (Львів)     | Загалом            | 17   | 3     | 2     | 1     | 0         | 0         | 19      | 4       |
| Загалом за кар'єру    | Загалом за кар'єру | 47   | 7     | 4     | 2     | 1         | 0         | 52      | 9       |

### М'ячі за збірну
| Дата      | Місто   | Господарі | Результат | Гості  | Турнір            | Голи | Примітки |
| --------- | ------- | --------- | --------- | ------ | ----------------- | ---- | -------- |
| 27/5/2008 | Таллінн | Естонія   | 1 – 1     | Грузія | товариський матч  | 1    |          |
| 20/8/2008 | Суонсі  | Уельс     | 1 – 1     | Грузія | товариський матч  | 1    |          |
| 6/9/2008  | Майнц   | Ірландія  | 2 – 1     | Грузія | Відбір до ЧС 2010 | 1    |          |
| Усього    |         | Матчів    | 22        |        | Голів             | 3    |          |

## Титули і досягнення
- Володар Кубка Німеччини (1):

«Шальке 04»: 2010-11
- Володар Суперкубка Німеччини (1):

«Шальке 04»: 2011
- Чемпіон Люксембургу (1):

«Ф91 Дюделанж»: 2019
- Володар Кубка Люксембургу (1):

«Ф91 Дюделанж»: 2019
- Володар Кубка Грузії (1):

«Сабуртало»: 2019
- Володар Суперкубка Грузії (1):

«Сабуртало»: 2020